# 東大芦村
東大芦村（ひがしおおあしむら）は栃木県の北西部、上都賀郡に属していた村である。

## 地理
- 河川：大芦川、荒井川

## 歴史
- 1889年（明治22年）4月1日 町村制施行により、上日向村、下日向村、酒野谷村、深岩村、笹原田村、下沢村、引田村が合併し上都賀郡東大芦村が成立する。
- 1954年（昭和29年）10月1日 （旧）鹿沼市、菊沢村、北押原村、板荷村、西大芦村、加蘇村、北犬飼村と合併し鹿沼市となる。